# 公益判別会議
公益判別会議（ペルシア語: مجمع تشخیص مصلحت نظام）はイラン・イスラーム共和国における政治上の権能を持つ会議で、構成員は最高指導者の任命による。1988年2月6日の憲法改正の際に設置された。公益判別会議の目的は、マジュレス（議会）と監督者評議会のあいだで相違や不一致が生じた場合にこれを解決すること、また最高指導者に対する諮問会議として機能することである。
現議長はサーデグ・ラーリージャーニー（2018年12月-）。書記はモハンマド・バーゲル・ゾルガドル。ラフサンジャーニーの加入以降、議会の権限は強まっている。|
日本語ではほかに体制利益判別会議、公益評議会とも訳される。また報道では「最高評議会」なる訳語をあてることもある。

## 構成
会議員の構成を以下に示す。*は再任。

### 2022年 -
2022年9月、今期の議員が任命された。

### 2017年 - 2022年
2017年8月14日、今期の議長、書記及び議員が任命された。今期新たに任命された議員には、モハンマド・バーゲル・ガーリーバーフやエブラーヒーム・ライースィーらがいる。

### 2012年 - 2017年
2012年3月14日、この期の議員が任命された。

### 2007年 - 2012年
2007年 - 2012年の公益判別会議員。
1. アリー・アクバル・ハーシェミー・ラフサンジャーニー（アーヤトッラー、議長）
2. アフマド・ジャンナティー（アーヤトッラー）*
3. アッバース・ヴァーエズ・タバスィー（アーヤトッラー）*
4. エブラーヒーム・アミーニー・ナジャファーバーディー（アーヤトッラー）
5. ゴラームアリー・ハッダード＝アーデル（Ph.D.）*
6. モハンマド・エマーミー・カーシャーニー（アーヤトッラー）*
7. アリー・モヴァーヘディー＝ケルマーニー（アーヤトッラー）*
8. ハサン・エブラーヒーム・ハビービー（Ph.D.）
9. ミール・ホセイン・ムーサヴィー *
10. アリー・アクバル・ヴェラーヤティー（M.D.）*
11. ゴルバーンアリー・ドッリー＝ナジャファーバーディー（アーヤトッラー）*
12. モハンマド・モハンマディー・レイシャフリー（ホッジャトルエスラーム）*
13. ハサン・サーネイー（ホッジャトルエスラーム）*
14. ハサン・フェレイドゥーン・ロウハーニー（ホッジャトルエスラーム）*
15. ハビーボッラー・アスガル・オウラーディー *
16. アリー・ラーリージャーニー（Ph.D.）
17. モハンマドレザー・バーホナル
18. モハンマド・レザー・タヴァッソリー・マハッラーティー（アーヤトッラー）*
19. モスタファー・ミールサリーム *
20. モルテザー・ナバーヴィー *
21. アリー・アクバル・ナーテグ＝ヌーリー（ホッジャトルエスラーム）*
22. ハサン・フィールーザーバーディー （少将）*
23. ゴラーム・レザー・アーガーザーデ *
24. ビージャーン・ナームダール・ザンギャネ *
25. モフセン・レザーイー（Ph.D.）*
26. アリー・アーガー＝モハンマディー
27. モハンマド・フォルーザンデ
28. ダーヴード・ダーネシュ＝ジャアファリー

### 2002年 - 2007年
2002年 - 2007年の公益判別会議員。
| 1. アリー・アクバル・ハーシェミー・ラフサンジャーニー（ホッジャトルエスラーム、議長）* 2. エブラーヒーム・アミーニー・ナジャファーバーディー（アーヤトッラー）* 3. モハンマド・エマーミー・カーシャーニー（アーヤトッラー）* 4. アッバース・ヴァーエズ・タバスィー（アーヤトッラー）* 5. ミールホセイン・ムーサヴィー * 6. アリーアクバル・ヴェラーヤティー（M.D.）* 7. モハンマド・モハンマディー・レイシャフリー（ホッジャトルエスラーム）* 8. ハサン・サーネイー（ホッジャトルエスラーム）* 9. ハサン・フェレイドゥーン・ロウハーニー（ホッジャトルエスラーム）* 10. ハビーボッラー・アスガル・オウラーディー * 11. ゴルバーンアリー・ドッリー＝ナジャファーバーディー（アーヤトッラー）* 12. アリー・ラーリージャーニー（Ph.D.）* 13. モスタファー・ミールサリーム * 14. モハンマド・レザー・タヴァッソリー・マハッラーティー（アーヤトッラー）* 15. モルテザー・ナバーヴィー * 16. ハサン・フィールーザーバーディー （少将）* 17. ゴラームレザー・アーガーザーデ * 18. ビージャーン・ナームダール・ザンギャネ * 19. モハンマド・ハーシェミー * 20. ハサン・エブラーヒーム・ハビービー（Ph.D.）* 21. モフセン・レザーイー（Ph.D.）* 22. アフマド・ジャンナティー（アーヤトッラー） 23. アリー・モヴァーヘディー＝ケルマーニー（アーヤトッラー） 24. アリー・アクバル・ナーテグ＝ヌーリー（ホッジャトルエスラーム） 25. モハンマドレザー・アーレフ 26. ゴラームアリー・ハッダード＝アーデル（Ph.D.） 27. マジード・アンサーリー 28. モハンマドレザー・バーホナル 29. ホセイン・モザッファル 30. モハンマド・ジャヴァード・イールヴァーニー | 関係諸官 1. 大統領 2. マジュレス（国会）議長 3. 司法権長 4. 議題に関連する大臣 5. 議題に関連するマジュレスの委員会代表 - マジュレスと監督者評議会の調停にあたる際は、監督者評議会のイスラーム法学者議員6名が加わる。 |

### 1997年 - 2002年
1997年から2002年の公益判別会議の構成.
| 1. アリー・アクバル・ハーシェミー・ラフサンジャーニー（ホッジャトルエスラーム、議長） 2. モハンマド・レザー・マフダヴィー・キャニー（アーヤトッラー） 3. エブラーヒーム・アミーニー・ナジャファーバーディー（アーヤトッラー） 4. アッバース・ヴァーエズ・タバスィー（アーヤトッラー） 5. モハンマド・エマーミー・カーシャーニー（アーヤトッラー） 6. ミール・ホセイン・ムーサヴィー 7. アリー・アクバル・ヴェラーヤティー（M.D.） 8. モハンマド・モハンマディー・レイシャフリー（ホッジャトルエスラーム） 9. ハサン・サーネイー（ホッジャトルエスラーム） 10. ハサン・フェレイドゥーン・ロウハーニー（ホッジャトルエスラーム） 11. モハンマド・ムーサヴィー・ホエイニーハー（ホッジャトルエスラーム） 12. ハビーボッラー・アスガル・オウラーディー 13. ゴルバーンアリー・ドッリー＝ナジャファーバーディー（アーヤトッラー） 14. アリー・ラーリジャーニー（Ph.D.） 15. モスタファー・ミールサリーム 16. モハンマド・レザー・タヴァッソリー・マハッラーティー（アーヤトッラー） 17. アブドッラー・ヌーリー（ホッジャトルエスラーム） 18. モルテザー・ナバーヴィー 19. ハサン・フィールーザーバーディー （少将） 20. ゴラームレザー・アーガーザーデ 21. ビージャーン・ナームダール・ザンギャネ 22. モハンマド・ハーシェミー 23. モフセン・ヌールバフシュ 24. ハサン・エブラーヒーム・ハビービー（Ph.D.） 25. モフセン・レザーイー（Ph.D.） | 関係諸官 1. 大統領: モハンマド・ハータミー（ホッジャトルエスラーム） 2. マジュレス（国会）議長: アリー・アクバル・ナーテグ＝ヌーリー（ホッジャトルエスラーム、第5期議長）、メフディー・キャッルービー（ホッジャトルエスラーム、第6期議長） 3. 司法権長: モハンマド・ヤズディー（アーヤトッラー）次いでモハンマド・ハーシェミー・シャーフルーディー（アーヤトッラー） 4. 議題関連大臣 監督者評議会員（イスラーム法学者） 1. アフマド・ジャンナティー（アーヤトッラー） 2. レザー・オスターディー（アーヤトッラー） 3. ゴラームレザー・レズヴァーニー（アーヤトッラー） 4. モハンマド・モオメン（アーヤトッラー） 5. モハンマド・ヤズディー（アーヤトッラー） 6. ハサン・ターヘリー・ホッラマーバーディー（アーヤトッラー） |